# Sam Welsford
Sam Welsford (* 19. ledna 1996) je australský profesionální silniční a dráhový cyklista jezdící za UCI WorldTeam Red Bull–Bora–Hansgrohe.

## Kariéra
Welsford se začal cyklistice věnovat v sedmi letech, když začal jezdit se svým otcem. V letech 2013 a 2014 se stal juniorským mistrem světa v týmové stíhačce.
V roce 2016 Welsford získal zlatou medaili z týmové stíhačky na mistrovství světa v dráhové cyklistice. V roce 2019 se stal mistrem světa ve scratchi 30 minut poté, co v týmové stíhačce stanovil nový světový rekord 3 minut 48,012 sekund.
Welsford se kvalifikoval na olympijské hry 2020 konané v Tokiu a byl součástí australské týmové stíhačky, stejně jako Kelland O'Brien, Leigh Howard a Alexander Porter. Společně vybojovali bronzovou medaili poté, co předjeli o kolo družstvo Nového Zélandu, které havarovalo. Welsford se též zúčastnil madisonu, v němž s Howardem dojeli pátí v čase 3 minut 48,448 sekund a nekvalifikovali se do finále.
V listopadu 2021 bylo oznámeno, že Welsford podepsal dvouletou smlouvu s UCI WorldTeamem Team DSM od sezóny 2022. Po několika letech působení na dráze se tak přesunul do oblasti silniční cyklistiky.

## Hlavní výsledky

### Silniční cyklistika
2011
Národní šampionát
2. místo časovka noviců
2014
Goldfields Classic
vítěz 1. etapy
2017
Tour of Gippsland
 celkový vítěz
vítěz etap 1, 2 a 3
2. místo Melbourne to Warrnambool Classic
2018
Tour of the King Valley
3. místo celkově
vítěz 2. etapy
Tour of the Great South Coast
4. místo celkově
vítěz 3. etapy
2019
vítěz Wal Smith Memorial
Tour of the Riverland
vítěz 1. etapy
Tour of the Great South Coast
3. místo celkově
vítěz etap 1 a 3
2021
vítěz Wal Smith Memorial
Santos Festival of Cycling
vítěz 4. etapy
2022
Kolem Turecka
vítěz 5. etapy
3. místo Scheldeprijs
4. místo Bredene Koksijde Classic
2023
vítěz Grand Prix Criquielion
Vuelta a San Juan
vítěz etap 6 a 7
Renewi Tour
vítěz 4. etapy
ZLM Tour
2. místo celkově
2. místo Scheldeprijs
3. místo Bredene Koksijde Classic
3. místo Veenendaal–Veenendaal Classic
2024
Tour Down Under
 vítěz bodovací soutěže
vítěz etap 1, 3 a 4

### Výsledky na Grand Tours
| Grand Tour      | 2023 |
| --------------- | ---- |
| Giro d'Italia   | —    |
| Tour de France  | 144  |
| Vuelta a España | —    |

| —   | Nezúčastnil se |
| DNF | Nedokončil     |

#### Kritéria
2016
Národní šampionát
2. místo kritérium do 23 let
2018
vítěz Noosa International Criterium
2. místo Oita Ikoinomichi Criterium
Národní šampionát
3. místo kritérium do 23 let
2020
Národní šampionát
 vítěz kritéria
Bay Classic Series
 celkový vítěz
vítěz 1. etapy
8. místo Down Under Classic
2024
Národní šampionát
3. místo kritérium

### Dráhová cyklistika
2013
Mistrovství světa juniorů
 vítěz týmové stíhačky
 vítěz omnia
 3. místo madison (s Joshuou Harrisonem)
2014
Mistrovství světa juniorů
 vítěz týmové stíhačky
 2. místo omnium
Mistrovství Oceánie
 vítěz týmové stíhačky
 vítěz madisonu (se Scottem Lawem)
Národní šampionát
2. místo týmová stíhačka
2. místo madison (s Matthewem Jacksonem)
3. místo individuální stíhačka
3. místo scratch
2015
Mistrovství Oceánie
 2. místo omnium
Národní šampionát
2. místo bodovací závod
2. místo scratch
2. místo omnium
2016
Mistrovství světa
 vítěz týmové stíhačky
Národní šampionát
 vítěz individuální stíhačky
Olympijské hry
 2. místo týmová stíhačka
2017
Mistrovství světa
 vítěz týmové stíhačky
Mistrovství Oceánie
 vítěz týmové stíhačky
 vítěz bodovacího závodu
 3. místo omnium
Národní šampionát
 vítěz madisonu (s Cameronem Meyerem)
 vítěz týmové stíhačky
 vítěz scratche
2018
Hry Commonwealthu
 vítěz scratche
 vítěz týmové stíhačky
Národní šampionát
 vítěz individuální stíhačky
2. místo týmový sprint
UCI World Cup, Berlín
 vítěz omnia
 vítěz týmové stíhačky
2019
Mistrovství světa
 vítěz scratche
 vítěz týmové stíhačky
Mistrovství Oceánie
 vítěz omnia
 vítěz scratche
Národní šampionát
2. místo madison (s Cameronem Scottem)
3. místo týmová stíhačka
UCI World Cup, Hongkong
 2. místo madison (s Kellandem O'Brienem)
2. místo Šest dní v Melbourne (s Cameronem Scottem)
UCI World Cup, Glasgow
 3. místo madison (s Leighem Howardem)
3. místo Šest dní v Brisbane (s Cameronem Scottem)
2020
Mistrovství Oceánie
 vítěz omnia
 vítěz madisonu (s Kellandem O'Brienem)
2021
Olympijské hry
 3. místo týmová stíhačka